# Cage à perle
 (mai 2012).
 (mai 2012).
Si vous disposez d'ouvrages ou d'articles de référence ou si vous connaissez des sites web de qualité traitant du thème abordé ici, merci de compléter l'article en donnant les références utiles à sa vérifiabilité et en les liant à la section « Notes et références ».

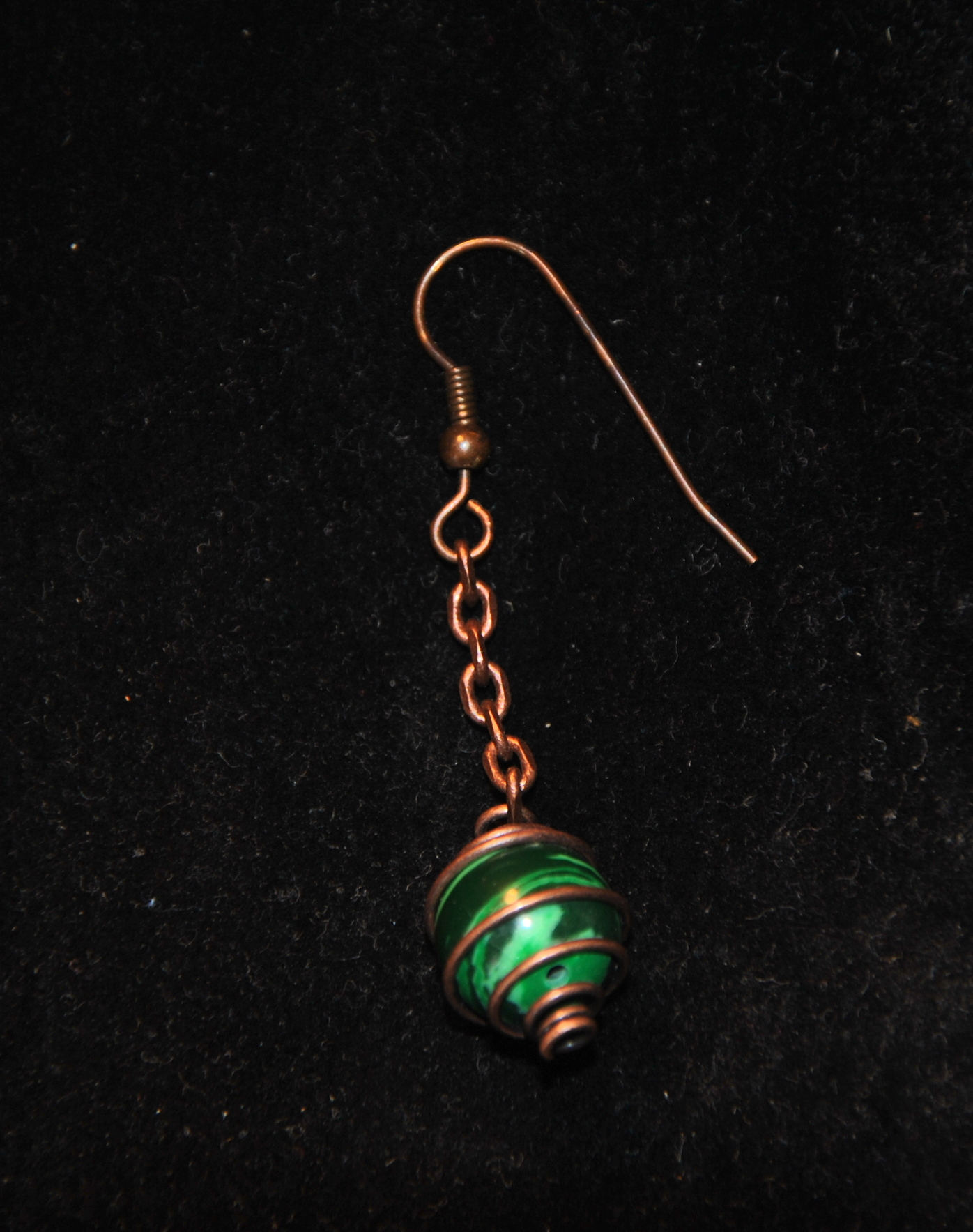
Boucles d'oreille avec une cage à perle en cuivre contenant une malachite.

Une cage à perle est un article de joaillerie constitué d'un fil de métal en forme de spirale. La spirale est conçue pour enfermer une pierre précieuse, ou plus généralement une pierre semi-précieuse.
Le fil de métal est en général en argent, en cuivre ou en bronze. La spirale peut en général être déformée pour enlever la pierre et la remplacer par une autre.
Les cages à perles sont communément utilisées comme bijoux de fantaisie en tant que pendentif ou boucles d'oreille.